# Dziewoklucz
Dziewoklucz – wieś w Polsce położona w województwie wielkopolskim, w powiecie chodzieskim, w gminie Budzyń.
W latach 1975–1998 miejscowość administracyjnie należała do województwa pilskiego.
W 1943 okupanci niemieccy wprowadzili dla miejscowości nazwę okupacyjną Siebenschlößchen. 
Wieś sołecka – zobacz jednostki pomocnicze gminy Budzyń w BIP